# Stazione meteorologica di Ivrea
La stazione meteorologica di Ivrea è la stazione meteorologica di riferimento relativa alla città di Ivrea.

## Coordinate geografiche
La stazione meteo si trova nell'Italia nord-occidentale, in Piemonte, in città metropolitana di Torino, nel comune di Ivrea, a 267 metri s.l.m. e alle coordinate geografiche 45°28′N 7°52′E.

## Dati climatologici
In base alla media trentennale di riferimento 1961-1990, la temperatura media del mese più freddo, gennaio, si attesta a +1,0 °C; quella del mese più caldo, luglio, è di +22,6 °C .
| Ivrea              | Mesi | Mesi | Mesi | Mesi | Mesi | Mesi | Mesi | Mesi | Mesi | Mesi | Mesi | Mesi | Stagioni | Stagioni | Stagioni | Stagioni | Anno |
| Ivrea              | Gen  | Feb  | Mar  | Apr  | Mag  | Giu  | Lug  | Ago  | Set  | Ott  | Nov  | Dic  | Inv      | Pri      | Est      | Aut      | Anno |
| ------------------ | ---- | ---- | ---- | ---- | ---- | ---- | ---- | ---- | ---- | ---- | ---- | ---- | -------- | -------- | -------- | -------- | ---- |
| T. max. media (°C) | 3,9  | 6,1  | 10,4 | 15,6 | 20,5 | 24,0 | 27,0 | 25,3 | 21,7 | 15,4 | 9,4  | 5,4  | 5,1      | 15,5     | 25,4     | 15,5     | 15,4 |
| T. min. media (°C) | −1,9 | −0,9 | 3,3  | 8,0  | 12,2 | 16,1 | 18,1 | 17,0 | 14,0 | 8,3  | 3,9  | 0,1  | −0,9     | 7,8      | 17,1     | 8,7      | 8,2  |